# Accused (Fernsehserie, 2023)
Accused ist eine von Howard Gordon entwickelte US-amerikanische Krimi-Fernsehserie, die auf der im Original gleichnamigen britischen Serie aus dem Jahr 2010 von Jimmy McGovern basiert. Die Serie wurde am 22. Januar 2023 auf Fox uraufgeführt. Im März 2023 wurde die Serie um eine zweite Staffel verlängert.

## Handlung
Die Serie handelt von gewöhnlichen Menschen, wobei jede Episode in einem Gerichtssaal beginnt und die Angeklagten vorstellt, ohne zu wissen, welches Verbrechen sie begangen haben oder wie sie vor Gericht kamen. Dem Publikum werden dann die Ereignisse erzählt, die es aus der Sicht des Angeklagten dorthin geführt haben.

## Produktion und Veröffentlichung
Im Mai 2021 wurde bekannt gegeben, dass Fox ein Accused-Remake produzieren wird. Die Produzenten der Serie sind Daniel Pearle, Nick Iannelli und Matt Code. Die Musik komponiert Sean Callery und für die Kameraführung sind Jeremy Benning, Derick V. Underschultz, Alan Poon und Daniel Grant verantwortlich. Für den Schnitt verantwortlich sind Kane Platt, Duncan Christie, Dev Singh, Dona Noga und John Nicholls. Die Serie hatte am 22. Januar 2023 auf Fox Premiere. Im März 2023 verlängerte Fox die Serie um eine zweite Staffel.

## Episodenliste
| Nr. (ges.) | Nr. (St.) | Deutscher Titel | Originaltitel     | Erstausstrahlung USA |
| ---------- | --------- | --------------- | ----------------- | -------------------- |
| 1          | 1         | -               | Scott’s Story     | 22. Jan. 2023        |
| 2          | 2         | -               | Ava’s Story       | 24. Jan. 2023        |
| 3          | 3         | -               | Danny’s Story     | 31. Jan. 2023        |
| 4          | 4         | -               | Kendall’s Story   | 14. Feb. 2023        |
| 5          | 5         | -               | Robyn’s Story     | 21. Feb. 2023        |
| 6          | 6         | -               | Naataanii’s Story | 28. Feb. 2023        |
| 7          | 7         | -               | Brenda’s Story    | 7. März 2023         |
| 8          | 8         | -               | Laura’s Story     | 14. März 2023        |
| 9          | 9         | -               | Jack’s Story      | 2. März 2023         |
| 10         | 10        | -               | Esme’s Story      | 28. März 2023        |
| 11         | 11        | -               | Jiro’s Story      | 4. Apr. 2023         |
| 12         | 12        | -               | Morgan’s Story    | 11. Apr. 2023        |
| 13         | 13        | -               | Samir’s Story     | 25. Apr. 2023        |
| 14         | 14        | -               | Jessie’s Story    | 2. Mai 2023          |
| 15         | 15        | -               | Billy’s Story     | 9. Mai 2023          |